# Pinheiro (Maranhão)
Pinheiro é um município do estado do Maranhão, Brasil, localizado na microrregião da Baixada Maranhense e mesorregião do Norte Maranhense. Sua área é de 1.512,968 km² e sua população, conforme estimativas do IBGE de 2020, era de 85 019 habitantes. A cidade é conhecida por ser terra natal do ex-Presidente da República José Sarney.

## História
As terras que integram o atual município de Pinheiro eram ocupadas no passado por aldeias de integrantes do povo indígena tupinambá, com destaque para a aldeia de Guarapiranga. Durante a disputa colonial pela área que formava a capitania do Maranhão entre Portugal e a França, quando os franceses ocuparam a região para formar a sua colônia chamada de França Equinocial, os tupinambá fizeram aliança com os franceses, porém, com a derrota destes, os indígenas foram massacrados pelos portugueses, sendo que os remanescentes foram aldeiados em um núcleo populacional inserido dentro de uma sesmaria constituída pelos portugueses denominada de Fazenda Guarapiranga.
A sesmaria da Fazenda Guarapiranga havia sido concedida para a família do colono português José Bruno de Barros, que a devolveu para a Coroa Portuguesa em 1758, sendo que as autoridades coloniais portuguesas transformaram o aldeiamento dos remanescentes tupinambás na vila de São José de Guimarães do Cumã em 19 de janeiro de 1758, condição que a possibilitou ter um status de município ultramarino na época do Brasil Colonial ao reunir uma extensa área na Baixada Maranhense que corresponderia no futuro não apenas ao município de Pinheiro, como a outros diversos municípios, tais como Guimarães, Santa Helena e Presidente Sarney.
Em 1855, após o Brasil ter se tornado um país independente, foi criado o Distrito de Pinheiro, por meio da Lei Provincial n.º 370, de 26 de maio de 1855, permanecendo este distrito subordinado ao município de Guimarães.
No ano seguinte, em 1856, o distrito foi elevado à categoria de vila, porém mantendo a denominação de Pinheiro, de acordo com a Lei Provincial n.º 439, de 03 de setembro de 1856, tendo se emancipado do município de Guimarães a partir dessa data.
Durante a República Velha, em 1920, a vila de Pinheiro foi elevado à categoria de cidade por meio da Lei Estadual n.º 911, de 30 de março de 1920.

## Geografia

### Limite
Limita-se ao norte, com os municípios de Santa Helena e Central, ao Sul com Pedro do Rosário e Presidente Sarney; ao leste com Bequimão, Peri Mirim, Palmerândia e São Bento e, a oeste, com Presidente Sarney e Santa Helena.

### Relevo
Pinheiro apresenta topografia variável. Com campos altos e baixos e cobertura vegetal de matas, cerrados, campos alagados, chapadas e matas de cocais.

### Clima
O clima do município é tropical, quente e úmido, sendo que a zona da chapada oferece clima mais ameno. As estações do ano são apenas duas – chuvosa (chamada localmente de inverno)- que vai de janeiro a junho, e seca (chamada de verão) – de julho a dezembro.
Hidrografia
As águas do Rio Pericumã são utilizadas para o abastecimento da população após serem tratadas pela Caema, e delas são tirados os pescados, fonte principal de alimentação Pinheirense. A população ribeirinha o utiliza como meio de transporte diariamente, com lanchas motorizadas, com horário de chegada e saída para diversas localidades circunvizinhas.
Em seu curso, foi construída a Barragem do rio Pericumã.

## Economia
A economia do município é baseado na agricultura e na pecuária.

### Agricultura
A agricultura oferece boa fonte de renda, sendo os principais produtos agrícolas cultivados no município: arroz (3.027 ha, em cujo espaço produziu–se 5.254 toneladas, tendo um rendimento médio de 631 kg/ha); feijão (398 ha, foi produzido 251 toneladas, tendo um rendimento médio de 631/kg/ha); milho (2.232 ha, sendo produzido 1.816 toneladas,tendo um rendimento médio de 827 kg/ha); mandioca (com uma maior representatividade na economia, ocupando 3.610 ha e produzindo 22.137 toneladas, sendo o rendimento médio de 6.038 kg/ha).

### Pecuária
A pecuária tem boa projeção, onde o número efetivo de cabeças de gado é de 37.327, as quais fornecem 851.000 litros de leite por ano. A criação de suínos tem um número de 5.026 e as aves contam 177.000. Em menor número, estão os equinos e ovinos.[carece de fontes?]
Ainda em relação a pecuária pinheirense é oportuno ressaltar a criação bubalina, a qual já foi muito destacada, chegando a existir aproximadamente 36.000 cabeças, nos anos 1970 a 1980.

## Infraestrutura

### Comunicação
Pinheiro conta com três emissoras de televisão: a TV Pinheiro, canal 11, afiliada à Band; a TV Pericumã, canal 9, afiliada à Record; e uma retransmissora da TV Mirante, canal 19, afiliada à Globo.
Além das TVs, o município possui diversas rádios, incluindo Pericumã FM (105.1), Cultura FM (105.9) e Clube FM Pinheiro (90.9). Há também uma rádio comunitária, a Popular FM (107.9).

### Educação
Na rede privada de ensino básico, destacam-se o tradicional Colégio Pinheirense, a Fundação Bradesco, de caráter filantrópico, e a Escola Semente do Saber, que atua há mais de 30 anos na educação da região.
No setor público, o município abriga um campus do Instituto Federal do Maranhão (IFMA) e conta também com unidades da Universidade Federal do Maranhão (UFMA) e da Universidade Estadual do Maranhão (UEMA). Além disso, há uma unidade do Instituto Estadual de Educação, Ciência e Tecnologia do Maranhão (IEMA).

### Transporte
O município de Pinheiro está situado às margens das rodovias estaduais MA-014, MA-106 e MA-006, importantes vias de ligação regional. Conta também com o Aeroporto Prefeito Diogo de Sousa, que, embora opere apenas com aeronaves de pequeno porte, possui uma pista com 1.740 metros de extensão, apta a receber modelos de aeronaves de médio porte, como o Boeing 737 e o Airbus A320.
Historicamente, o transporte coletivo urbano em Pinheiro foi atendido pela empresa Expresso Pinheirense, mas com o encerramento das atividades da empresa em 2022, o município passou por um período sem oferta regular de transporte público.
Em 7 de maio de 2025, como parte das celebrações do Dia do Trabalho, a Prefeitura de Pinheiro realizou a entrega oficial de uma nova frota de ônibus, marcando o retorno do transporte coletivo urbano à cidade. A medida tem como objetivo melhorar a mobilidade urbana, proporcionando maior conforto, segurança e acessibilidade à população.

### Saúde
Pinheiro dispõe do Hospital Regional da Baixada Maranhense Dr. Jackson Lago, que atende a população da cidade e de municípios vizinhos.

## Turismo
O turismo em Pinheiro, revela-se como uma experiência rica e diversificada, destacando-se a Orla da Boa Vista, situada às margens do Rio Pericumã. Esta área encanta visitantes com uma ampla variedade de bares e restaurantes, notavelmente o Balneário Maria Santa.
O Rio Pericumã, que circunda a cidade, desempenha um papel vital na sustentabilidade local, sendo a fonte de subsistência para grande parte da população. 
Os Campos, considerados o pantanal maranhense, se transformam em uma paisagem exuberante com as primeiras chuvas. A elevação do nível do Rio Pericumã propicia uma vasta área alagada, abrindo espaço para a prática ainda pouco explorada do ecoturismo.
O Carnaval em Pinheiro é aclamado como o melhor do Maranhão, atraindo turistas de diversas cidades brasileiras. 
O Natal Encantado de Pinheiro, celebrado anualmente em dezembro, transforma a cidade em um cenário mágico, adornado por esplêndidas luzes natalinas. Este evento festivo, que ganha vida com a decoração luminosa, proporciona aos moradores e visitantes uma atmosfera única e encantadora. As ruas iluminadas e os espaços públicos decorados convertem Pinheiro em um destino festivo, promovendo o espírito natalino e fortalecendo os laços comunitários. Este brilhante acontecimento, ao iluminar a cidade, não apenas celebra a época festiva, mas também se torna uma atração que ressalta o encanto e a beleza de Pinheiro durante o período natalício.
A 2 km do Centro, o Parque do Babaçú destaca-se como um espaço dedicado à prática de esportes e lazer, incluindo uma praça de alimentação com restaurante. 
A Praça da Matriz, com a imponente Igreja de Santo Inácio de Loyola e um anfiteatro, é uma atração única em Pinheiro. Da mesma forma, a Praça do Centenário e a Praça Sarney que são locais frequentados.
Por fim, o Parque Ambiental Pericumã, uma área de preservação ambiental às margens do Rio Pericumã, oferece uma oportunidade única para apreciar a natureza local. Contudo, para consolidar a importância dessa área no cenário turístico.

## Cultura
As manifestações culturais de Pinheiro são: Carnaval, Reveillon, Festejos de Santo Inácio, Regata de Ramos, desfiles de 7 de Setembro, Jogos Escolares (JEPS), Festas Juninas, Bumba-meu-boi, Tambor de Crioula, capoeira, Festival de Músicas Pinheirense (FESMAP) e o Aniversário de Pinheiro.[carece de fontes?]

### Monumentos históricos
- Prédio mais antigo está localizado na Praça Padre Newton, no bairro da Matriz. Em estilo colonial, foi sede do Poder Legislativo e da Intendência. Propriedade da família de Adão Amorim.[carece de fontes?]
- Obelisco: a construção foi um presente da Associação Comercial do Maranhão, para a cidade de Pinheiro, durante as comemorações do Centenário da Princesa da Baixada em 1956.[carece de fontes?]
- Busto de José Sarney: foi inaugurado em 24 de abril de 1980, em uma praça que também leva o seu nome, por ocasião do cinquentenário do ex-presidente da República José Sarney, nascido em Pinheiro.[carece de fontes?]
- Busto de Elisabetho Carvalho: homenagem do município ao desembargador, fundador do "Jornal Cidade de Pinheiro" e ex-prefeito Elisabetho Barbosa de Carvalho.[carece de fontes?]